# Pterostoma fasciata
Pterostoma fasciata är en fjärilsart som beskrevs av Edward Alfred Cockayne 1944. Pterostoma fasciata ingår i släktet Pterostoma och familjen tandspinnare. Inga underarter finns listade.